# 米歇爾·費列羅
米歇爾·費列羅（義大利語：Michele Ferrero，義大利語發音：[miˈkɛːle ferˈrɛːro]，1925年4月26日—2015年2月14日）是同名巧克力製造商費列羅公司的持有人。

## 早年生活
費列羅生於義大利多利亞尼，為費列羅公司創辦人彼得羅·費列羅與皮埃拉·瑟拉里歐（Piera Cillario）之子。

## 職業生涯
費列羅在1949年進入該公司。
他在2008年3月超越西爾維奧·貝魯斯柯尼成為義大利首富，個人財富高達260億美元。截至2014年5月為止，彭博億萬富翁指數（Bloomberg Billionaires Index）將淨資產260億美元的費列羅列為世界前20大首富。
該公司自1997年開始由他的兒子喬瓦尼·費列羅與小彼得羅·費列羅掌權。彼得羅在2011年4月18日於南非的一場意外中逝世。
費列羅在2015年2月14日於摩納哥逝世，享壽89歲。

## 個人生活
費列羅與他的妻子瑪麗亞·弗蘭卡·菲索羅（Maria Franca Fissolo）育有兩子喬瓦尼·費列羅與小彼得羅·費列羅。
他是一位狂熱的天主教徒，公司高層也曾表示他每年至少去一次位在盧爾德的聖地，且在每間費列羅工廠及辦公室中都有著一座聖母瑪利亞聖像。